# 1760
Évszázadok: 17. század – 18. század – 19. század
Évtizedek: 1710-es évek – 1720-as évek – 1730-as évek – 1740-es évek – 1750-es évek – 1760-as évek – 1770-es évek – 1780-as évek – 1790-es évek – 1800-as évek – 1810-es évek
Évek: 1755 – 1756 – 1757 – 1758 –  1759 – 1760 – 1761 – 1762 – 1763 – 1764 – 1765

## Események

### Határozott dátumú események
- augusztus 30. – A liegnitzi csatában(wd) II. Frigyes porosz király legyőzi a Laudon tábornagy által vezetett osztrák sereget.[1]
- szeptember 8. – Jeffrey Amherst elfoglalja Montréalt,[2]  ezzel véget vetve a francia uralomnak Észak-Amerikában.
- szeptember 11. – Mária Terézia megalapítja a magyar nemesi testőrséget.[3]
- november 3. – A torgaui csatában a porosz seregnek sikerült legyőznie az osztrákokat, de közben nagy veszteségeket szenvedett.[4]
- december 10. – Mária Terézia megalapítja az államtanácsot.[3]

### Határozatlan dátumú események
- Franz Anton Pilgram elkészíti a váci székesegyház tervrajzát.[5]

## Születések
- március 2. – Camille Desmoulins, ügyvéd, újságíró, a Cordeliers-klub egyik alapítója, a nagy francia forradalom egyik kimagasló alakja († 1794)
- május 11. – Johann Peter Hebel, német költő († 1826)
- május 11. – Pálóczi Horváth Ádám, költő, író († 1820)
- május 28. – Alexandre de Beauharnais, francia arisztokrata, Beauharnais vikomtja, a francia királyi haderő tisztje, a forradalmi hadsereg tábornoka, majd a forradalmi Nemzetgyűlés elnöke († 1794)
- június 5. – Johan Gadolin finn kémikus, fizikus és mineralógus († 1852)
- július 13. – Pauli (Pável) István, magyarországi szlovén római katolikus pap, a perestói énekeskönyv egyik feltételezett szerzője († 1829)
- augusztus 22. – XII. Leó pápa  († 1829)[6]
- augusztus 28. – Ballér István, somogyi esperes, szlovén író († 1835)
- szeptember 14. – Luigi Cherubini, itáliai születésű zeneszerző († 1842)
- szeptember 16. – Kultsár István, író, szerkesztő, kiadó és színigazgató († 1828)
- október 4. – Rudnay Sándor, magyar bíboros, hercegprímás, esztergomi érsek († 1831)
- november 4. – Görög Demeter, író, szerkesztő († 1833)
- november 8. – Budai Ferenc, magyar református lelkész († 1802)
- november 23. – Gracchus Babeuf, francia utópista kommunista forradalmár, teoretikus, publicista, agitátor, az Egyenlők összeesküvésének vezetője († 1797)
- november 25. – Amade Antal, magyar író († 1835)
- november 30. – Gergelyffi András orvos, botanikus († 1816)
- december 30. – Alagovich Sándor zágrábi püspök († 1837)

## Halálozások
- február 9. – Borosnyai Lukács János, erdélyi református püspök (* 1694)
- február 20. – Diane Adélaïde de Mailly-Nesle, XV. Lajos francia király egyik hivatalos szeretője (* 1713)
- február 27. – Anna Magdalena Bach, német énekesnő, Johann Sebastian Bach második felesége (* 1701)
- május 9. – Nicolaus Zinzendorf, birodalmi herceg, német vallási és szociális reformer, a morva egyház püspöke (* 1700)